# Општина Салиште (Сибињ)
Салиште (рум. Sãlişte) општина је у Румунији у округу Сибињ.
Oпштина се налази на надморској висини од 525 m.